# Доммартемон
Доммартемо́н (фр. Dommartemont) — коммуна во французском департаменте Мёрт и Мозель, региона Лотарингия. Относится к кантону Сен-Макс. Пригород Нанси. Самая маленькая из коммун, входящих в агломерацию Большого Нанси. Была вотчиной графов де Водемон.

## Демография
Население коммуны на 2010 год составляло 645 человек.
| 1962 | 1968 | 1975 | 1982 | 1990 | 1999 | 2010 |
| ---- | ---- | ---- | ---- | ---- | ---- | ---- |
| 308  | 420  | 618  | 606  | 695  | 630  | 645  |